# Pippa Greenwood
Pippa Greenwood es una naturalista y patóloga vegetal británica. Aparece frecuentemente en la BBC en el programa televisivo Gardeners' World y ha sido una panelista en Gardeners' Question Time en la Radio 4 de la BBC desde 1994. También, es asesora de jardinería en la serie ITV Rosemary & Thyme, de 2003 a 2006.
Estudió en la Universidad de Durham, donde se entrenó en botánica. Luego obtuvo un MSc en protección de cultivo en la Universidad de Reading. Durante once años, trabajó en el Departamento de Patología Vegetal de la Real Sociedad de Horticultura en Wisley.

## Obra

### Algunas publicaciones
- Pippa Greenwood, Andrew Halstead. 2009. Enciclopedia de las plagas y enfermedades de las plantas. Royal Horticultural Society (Gran Bretaña) publicó BLUME (Naturart), 224 p. ISBN 8480768320, ISBN 9788480768320

- Pippa Greenwood. 2008. 1001 Ways to be a Better Gardener. Ed. ilustrada de Mitchell Beazley, 256 p. ISBN 1845333675, ISBN 9781845333676

## Honores
En 2007, la Universidad Durham, le otorgó un doctorado honorario.